# Chengyang
För andra betydelser, se Chengyang (olika betydelser).
Chengyang är ett stadsdistrikt i Qingdao i Shandong-provinsen i norra Kina.